# Jiří Zahradník
Jiří Zahradník (ur. 12 sierpnia 1928, zm. 27 stycznia 2020) – czeski entomolog, fotograf i muzyk.
Był dyrektorem artystycznym Collegium musicum Český ráj, obywatelem honorowym miasta Lomnice nad Popelkou oraz autorem wielu książek o owadach, w tym:
- Svět brouků, Práce, 1974
- Naš hmyz Albatros, 1981 (wspólnie z Jarmilą Hobrlandtovą)
- Sedmijazyčný biologický slovník, Univerzita Karlova, 1982
- Borouci, Aventinum, 1982
- Blanokřídlí, Artia, 1987 (wspólnie z Františkiem Severą)
- Evropští tesaříci, Granit, 2002
- Naši motýli, Albatros, 2008 (wspólnie z Františkiem Severą)

W Polsce ukazały się:
- Przewodnik: Owady, Multico, Warszawa: 2000
- Przewodnik: Kózkowate, Multico, Warszawa: 2001